# العلاج باللعب
العلاج باللعب إحدى طرق التشافي الحديثة التي تستخدم مع بعض المرضى أو الحالات شبه المرضية، خاصة الأطفال منهم.

## المقدمة
يعتبر اللعب من الأنشطة الفطرية التي يمارسها الأطفال منذ ولادتهم، وتتعدد أشكاله وتتنوع لديهم، فمنها الفردي والجماعي، والمنظم والعشوائي، وأياً كان شكل اللعب الذي يمارسه الطفل، فانه يخلق لديه الشعور بالمتعة والسعادة، فضلاً عن اسهامه في تسهيل نموه في الجوانب الانفعالية، والاجتماعية، والمعرفية، والجسمية.
ويعد اللعب من الأنشطة التي تؤدي أهدافا تشخيصية وعلاجية، وذلك من خلال قدرة اللعب على خلق تواصل بين الطفل ومحيطه المادي والاجتماعي، إلى جانب إتاحة الفرصة أمامه لاكتساب خبرات، ومهارات جديدة من خلال عمليات الاكتشاف، والاستطلاع، والتخيل، وحل المشكلات، كما ويسهم في إعادة تشكيل الخبرات والتجارب الانفعالية، وتنمية قدراته وإتاحة المجال أمامه لتقدير، وتأكيد، وتحقيق ذاته بصورة معتدلة.

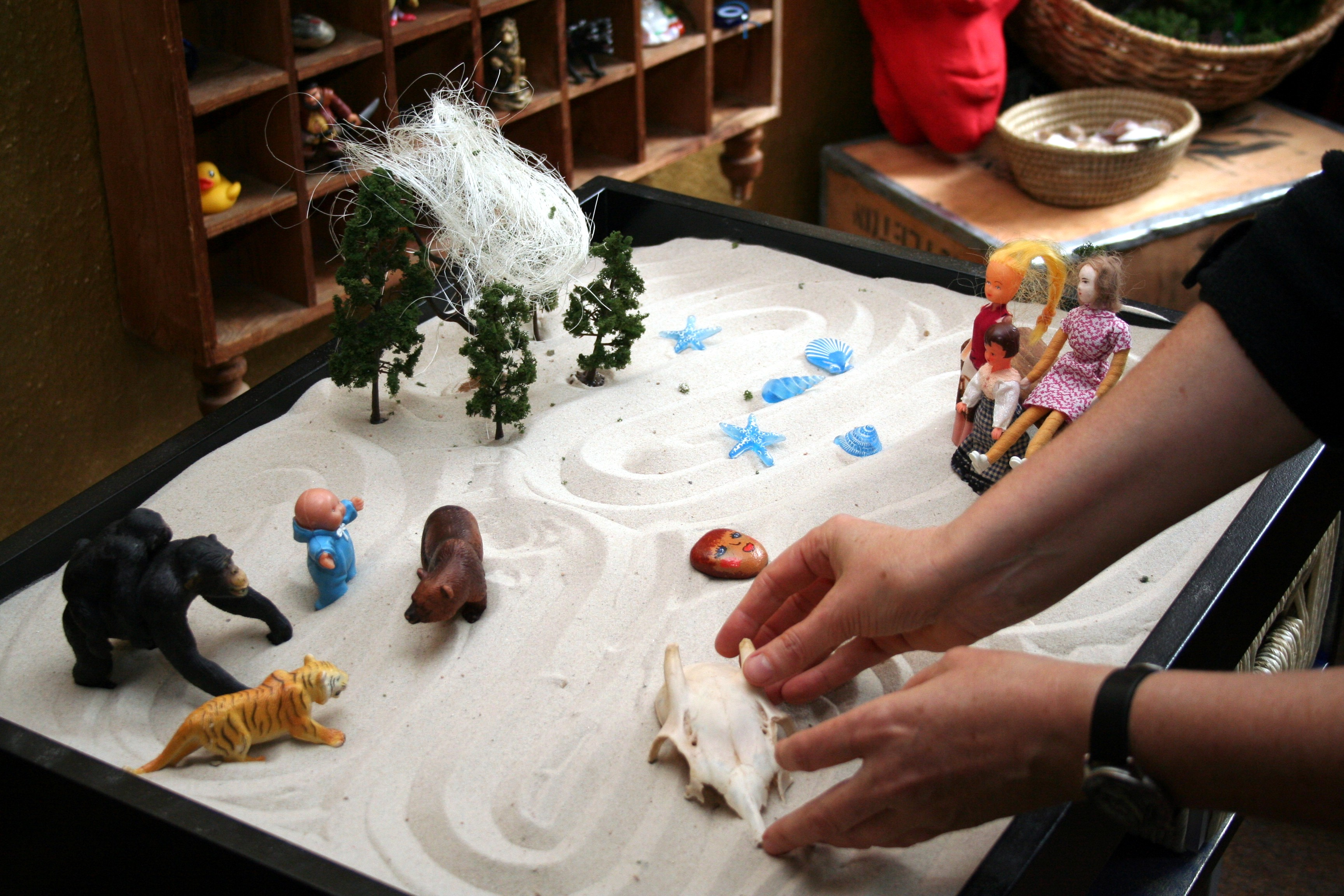

ونظراً لما يتمتع به اللعب من خصائص تفاعلية، فقد أستخدم كأحد أساليب التدخل العلاجي مع الأطفال الذين يُعانون من مشكلات انفعالية، واجتماعية، وسلوكية، فأصبح من الطرق الإكلينيكية الفاعلة للتعامل مع مشكلات الأطفال، وذلك من خلال توفير بيئة تواصل آمنة، ويُعد اللعب بالنسبة للأطفال بمثابة قاموسهم اللغوي، يعكسون من خلاله أفكارهم، وحاجاتهم، ومشاعرهم، والذي يُتيح للأطفال التعلم والتعايش في عالم يتصف بالأمن والتقبل، حيث يتعامل الطفل في اللعب مع أشياء واقعية مرئية وغير مرئية والتي تعد رموزا لأشياء أخرى خبرها الطفل بطريقة مباشرة أو غير مباشرة.

## تعريف اللعب
«هو نشاط طبيعي يقوم به الطفل فرديا أو جماعيا بصورة عفوية أو منظمة، لاكتشاف البيئة المحيطة به من أشخاص ومواد، وحياة، وتحقق استعداده للحياة المستقبلية» 

## تعريف العلاج باللعب
تعرف الجمعية الأمريكية العلاج باللعب بأنه «الاستخدام المنظم للعب لإقامة علاقة بين شخصية، في حين يوظف المعالج القدرة العلاجية للعب لمساعدة الطفل على التعامل مع التحديات الحالية التي تواجهه، والوقاية من مشكلات مستقبلية، لتحقيق نمو طبيعي في المظاهر النمائية كافة» 

## نظريات اللعب

### ·        نظرية الطاقة الفائضة (نظرية سبنسرو شيلر)
يرى سبنسر الفيلسوف الإنجليزي في كتابه «مبادئ في علم النفس» ما يعرف الآن بنظرية الطاقة الزائدة في اللعب واعتبر سبنسر ان اللعب اصل الفن وانه تعبير عشوائي عن ما يطلق عليه بالطاقة الزائدة.و قال بأن اللعب كلما اعتبره الحيوان الذي كان ادنى مرتبه في سلم التطور استنفذ نشاطه في البحث عن الطعام والهرب من اعدائه بخلاف اللعب المتطور في الحيوانات العليا فمرجعه إلى انها أوفر تغذية واحسن صحة فتقضي وقتاً أطول في نشاط اللعب 

### ·        نظرية الاستجمام
وهي نظرية تشبه النظرية الترويحية  إلى حد كبير نظراً لأنها ترى ان الإنسان يستخدم العضلات الدقيقة للعين واليد بسبب أسلوب العمل الشاق والممل والمجهد مما يساعد على حدوث اضطرابات عصبية إذا لم تتوفر وسائل الاستجمام عن طريق اللعب  

### ·        نظرية الميراث
وضع هذه النظرية «ستانلي هول» ويرى ان الماضي هو الأساس ومفتاح اللعب عند الاجيال وذلك لان اللعب ينتقل من جيل إلى جيل اخر حيث أصبح جزءاً لا يتجزأ من ميراث كل فرد،  وذلك لتكرار كل مجتمع الاشكال الرئيسيه للألعاب التي استخدمها القداماء وخاصة ما أصبح جزءاً اساسياً في حياة الناس اليومية لأجيال كثيرة جداً مثل الجري والرمي والتسلق والوثب وحمل الاثقال وهذا يعني بأن الألعاب الحديثه صورة متطورة لهذة الألعاب القديمة 

### ·        نظرية الغريزة
يقودها «جروس» وهي تفيد بأن لدى البشر اتجاهاً غريزياً نحو النشاط في فترات متعدده من الحياة فالطفل يتنفس ويصرخ ويضحك وينصب قامته ويقف ويمشي ويرمي ويجري في فترات متعدده ومتعاقبه من نموه وهذه تدل على انها غريزية ولهذا يرى فأن اللعب ظاهرة طبيعية للنمو والتطور من دون تخطيط أو هدف معين بل ويعتبره من التكوين العام للإنسان 

## أهمية اللعب في التشخيص
يستخدم اللعب كأسلوب تشخيصي وعلاجي مع الأطفال، ويعتبر اللعب المستخدم في التشخيص وفي العلاج مشبعاً بالألعاب والنشاطات ومواد اللعب أكثر من أي فرصة لعب أخرى، حيث يعتبر اللعب فرصة فريدة تَمنح للطفل كي يختبر نموه في ظل أحسن الظروف المرغوب فيها.
يختلف سلوك الطفل المضطرب نفسياً وهو يمارس سلوك اللعب عن سلوك الطفل العادي الصحيح نفسياَ. ويمكن أن يستفيد المعالج النفسي من اللعب كوسيلة للتعبير عن الخبرات التي مر بها الطفل في عالم الواقع، ويعبر الطفل عن مشكلاته وصراعاته واحباطاته حين يلعب بالدمى أو مع الرفاق. والطفل يحكي أثناء ممارسته اللعب قصة حياته والجو الانفعالي في الأسرة وعلاقاته بالآخرين خاصة الوالدين والأخوة والرفاق. وهذا الإسقاط للمشاعر يسهل التعرف على أسباب الاضطراب النفسي لدى الطفل. لذلك فقد اتجه الباحثون في هذا المجال إلى استخدام اللعب كاختبار تشخيصي للأطفال المضطربين نفسياً وسلوكياً.
يمكن للمعالج ملاحظة الأطفال وهم يلعبون مع بعض الدمى أو وهم يرسمون كيف يعامل الأطفال بعضهم بعضاً وكيف يعاملون أدوات اللعب وبملاحظة الانفعالات والأحاديث والحركات التي تصاحب اللعب، مما يساعد في الكشف عن رغباتهم وحاجاتهم ومخاوفهم ومشكلاتهم.

### ما يلاحظه المعالج أثناء اللعب
1.     عدم الاستمتاع باللعب.
2.     سن رفاق اللعب.
3.     الاندفاع.
4.     التوتر.
5.      العدوان.
6.     الضيق.
7.      فرط الحركة.
8.     تحطيم اللعب.
9.     يقضم أظافره.
10.يضحك مع نفسه.
11.تفضيل اللعب منفرداً.
12.القيادة أم التبعية.
13.  مخاطبة أدوات اللعب.
14. الانتقال السريع من لعبة إلى أخرى.
15.  مدى التفاعل الاجتماعي أثناء اللعب (طفل اجتماعي-طفل انطوائي- طفل متردد- طفل له أفكاره الخاصة- طفل سلبي).
16.نوع لعب الطفل (لعب وظيفي - لعب بنائي - لعب تخيلي- لعب ذات قواعد).

## العلاج باللعب
عندما نتحدث عن عمليـة العلاج باللعب، من الطبيعي أن يتم الحديث عن أدوات هذه العملية وخطواتها وفعالياتها (ديناميتها)، كما يجب الأخذ بالأمور التالية:
1- ليس من الضروري رد ظروف العلاج إلى نظرية محددة، فقد يكون لنوع اللعب أو اللعبة المستخدمة في العلاج الفضل في هذه التسمية، مثل: العلاج بالتمثيل، أو العلاج بالدمى، أو العلاج بأدوات التركيب، ليطلق عليه: العلاج التمثيلي، والعلاج المنزلي.
2- العلاج باللعب يتراوح بين مدرستين نفسيتين، هما: مدرسة التحليل النفسيوالمدرسة السلوكية. ومع أن كلا المدرستين تأخذان مفاهيم النظريات الأخرى، إلا أنهما تسببان الكثير من الحرج لدى المعالج أو المرشد النفسي عندما يحاول استخدام أساليب احداهما، بالنظر إلى طبيعة الأدوات المستخدمة، وهي النشاطات الوسيطة وهي الألعاب.
3- يعد اللعب علاجا مناسبا للحالات الخفيفة من التوتر والاضطراب أو ضعف التعلم عند الأطفال العاديين باعتباره معدل للسلوكيات ومنظما لحياة اللعب عندهم في السعي لتوفير شروط وظروف طبيعية لهم. ولم تعط النظريات اهتماما كافيا للحالات الشديدة سواء من المتخلفين أو ذوي السلوكيات غير المتكيفة باستثناءات يسيرة، كعلاج فرويد لبعض حالات الأطفال باللعب مع ملاحظة أن الاهتمام بالحالات الشديدة بدأ منذ عهد قريب، ومن خلال عمل المؤسسات القائمة على رعاية المعوقين عن طريق التدريب الحسى والتأهيل.
وتعد «فرجينا ألكسين» من أوائل المهتمين بالعلاج باللعب، فقد أكدت على امكانية تنمية الشعور الإيجابي نحو الذات من خلال جلسات العلاج باللعب، وأكدت أيضا على أن الطفل يتحول إلى فرد أكثر توافقاً واكتمالا وتلقائية من خلال عملية العلاج المركز حول العميلوبعض أنواع العلاج الأخرى، والعلاج باللعب بالنسبة لها يمكن أن يكون موجهاً أو غير موجه، والمسؤولية ربما تنسب للمعالج أثناء العلاج، ويمكن أن تترك للطفل. وترى أن العلاج المركز حول العميل يمنحه فرصة للتوجيه الذاتي، كما يعد هذا  العلاج من وجهة نظر الكسين مصدرا للنمو الإيجابي لأنه يتميز بالفردية والحرية دون قيود 
و هذا النوع من العلاج يرتبط بنظرية روجرز حول الذات وطريقته في العلاج المركز حول العميل، وفي هذا النوع من العلاج يتم استبدال طريقة استرخاء المريض على السرير بدون فاعلية بمقابلة المعالج للمريض وجها لوجه ولقد اعتقد روجرز بأنه من المهم إشعار العميل بالاحترام والمودة الدافئة والاهتمام.
وقد واصلت ألكسين بهذه الطريقة وأوضحت أن لدى كل فرد قوة دافعة تميزه وتجعله يعاني ويسعى باستمرار من أجل توكيد ذاته وتحقيقها، وهذه المعاناة من شأنها أن تدفعه باستمرار نحو النضج والنمو والاستقلال، ولكي يحقق الفرد ذاته ينبغي أن يعمل على الموازنة بين حاجاته واحتياجات الآخرين 
وتعد «ميلاني كلاين» إحدى أهم دعائم التحليل النفسي بعد فرويد وقد ظلت وفية لأفكاره وموسعة البعض منها حينا ومتخذة منحى آخر مخالف لتعاليم المؤسس في البعض الآخر، وقد تعمقت في علم نفس الطفل، ومن أهم إنجازاتها هو اكتشاف تقنية التحليل بواسطة اللعب الذي هو بالنسبة للطفل الصغير بمثابة تداعيات الحلم بالنسبة للكبار . وتلعب الأم من وجهة دورا أساسيا كمصدر أول للتنشئة (تغذية، علاقة مع الواقع) وأيضا كسبب لبعض الإحباطات (الولادة، الفطام...)
المعالجون الذين استخدموا طريقة العلاج المركز حول العميل ركزوا على أهمية الثقة بالطفل وتقبله واحترامه أثناء عملية العلاج باللعب بينما المعالجين التحليليين قد أوضحوا ان اللعب يمكن ان يقدم حلا للصراع الداخلي الذي يستطيع الأطفال من خلاله إظهار ما لا يستطيعون قوله بسبب خوفهم  أو قلة مفردات قاموسهم اللغوي العاطفي.

## مناهج العلاج باللعب
تصنف «فيرجينيا اكسلاين» العلاج باللعب إلى منهجين:
أـ العلاج المباشر باللعب.
ب ـ العلاج غير المباشر باللعب.
أ- العلاج المباشر باللعب:
في هذا المنهج العلاجي يفترض على المعالج أن يتخذ سلوكاً محدداً وفي إطار الحقائق وأن يركز اهتمامه في الهدف من اللعب ونمط استفادة الطفل منه، وعلى المعالج أن يحدد دوره –بحسب الحالة وقراءاته حولها- بالمساهمة في اللعب أو في جزء منه أو أن يمثل دور أحد الشخصيات في اللعب. وبوسع المعالج ان يغير دوره أثناء اللعب بالنظر لمقتضيات العلاج ولكن دون أن ينسى هدف دور الطفل في جميع هذه الألعاب لما يترتب على الحفاظ على هذه الهادفية في اللعب من أثر حاسم، أي أن يتمتع الطفل بإمكانية اختيار نوع اللعب ووسائله، ويتعين على المعالج تحديد عنوان ونوع النشاط سواء كان كلاميا أو حركياً .
ب ـ العلاج غير المباشر باللعب:
لا يتدخل المعالج في تحديد نوع اللعب ونمطه فكل شيء مخير للطفل، ترى «فيرجينيا اكسلاين» أن مشاعر الطفل تظهر باعتماد هذا المنهج العلاجي فيواجهها الطفل بنفسه ويتعلم بذلك أسلوب ضبط مشاعره، عواطفه وسلوكه والتغلب على كل ما يسبب له المعاناة، ويفترض في هذا المنهج العلاجي أن يكون الطفل قادر على التغلب على مشاكله النفسية بنفسه وأن يتناسى خبراته المؤلمة، ولهذا يترك الطفل حراً ليواجه ذاته ويبادر إلى معالجة نفسه دون أن يقيموا نشاطه أو يعرضوه للضغوط من أجل تغيير ذلك النشاط بل ينبغي تقبله كما هو. في هذا المنهج العلاجي تقتضي الضرورة أن يرصد المعالج استنتاجات (الطفل المريض) الناشئة عن عواطفه وأن يزيح الإبهام عن كل ما من شأنه عرقلة بأن يكون هو «ذاته» أو يتعرف على نفسه ويدرك ذاته كما هي ويتوصل إلى الهدف المنشود في سياق بناءته. على أية حال، يتبنى العلاج غير المباشر باللعب أسلوب إتاحة الفرصة للطفل ليستعرض خبراته ذات الدور الفاعل في نموه كما يحلو له دون تدخل الغير. وبما أن اللعب هو وسيله للكشف عن مشاعره والتعبير عن عواطفه، تتاح له الفرصة للتغلب على مشاكله النفسية والعاطفية عن طريق اللعب. وعلى هذا يفضل علماء النفس منهج العلاج غير المباشر باللعب كوسيلة لعلاج الاضطرابات النفسية لطفل.

## فوائد العلاج باللعب
1.     يتيح اللعب فرصة للتعبير عن الدوافع والرغبات والاتجاهات والمشاعر والصرعات والاحباطات وعدم الأمان والقلق والتوتر والتصريف والتنفيس الانفعالي وإزاحة المشاعر مثل الغضب والعدوان إلى أشياء أخرى بدلية والتعبير عنها بصورة رمزية مما يخفف التوتر الانفعالي عند الطفل.
2.     يبين اللعب للطفل ما لديه من مخاوف ومشاعر بالذنب واتجاهات عدوانية ليست خطيرة كما يجسمها له خياله فتخف وطأتها .
3.     يعلم الطفل كيف يعبر عن انفعالاته وخوفه وغضبه بصورة واقعية
4.     قد يهيئ للطفل الاستبصار في متاعبه وأسبابها، كما يعينه على إيجاد حلول لها مع والديه واخواته .
5.    

6.     يتتضح للطفل قدرات ومواهب أثناء اللعبة كانت خافيه عنه مما يزيد معرفته بنفسه، وثقته بنفسه، أو يعين في توجيهه أو علاجه .
7.     يتيح خبرات نمو بالنسبة للطفل في أفضل الظروف، وبذلك يعتبر موقف تعلم ممتاز بالنسبة للطفل.
8.     يستطيع الطفل عن طريق خبرة العلاج باللعب، وعلاقته بالمعالج أن يكشف ذاته الواقعية للمعالج وعندما يشعر أنها مقبولة، وتزيد ثقته في نفسه ويستطيع تعزيز وتدعيم شخصيته .
9.     يعتبر اللعب بديلاً لبعض السلوكيات التي لا يستطيع القيام به في الحياة الواقعية .
10.  يفيد العلاج باللعب في الأغراض الوقائية، وذلك مثلا عن طريق تقديم الطفل لخبرة ميلاد طفل جديد حتى نقيه شر ردود الفعل المعروفة حين يفاجأ بهذا الميلاد، كزيارة امرأة حديثة الولادة .

## أدوات وتطبيقات العلاج باللعب
هناك مجموعة أدوات للعلاج الفردي جمعتها اكسلين وتستخدم طبقاً لرغبة الطفل ومهارة المعالج وقد تتضمن:
1.الرؤية الابتكارية . 
2.  الفن .
3.   رواية القصة .
4.   حوض الرمل .
5.   الموسيقى .
6.   العلاج بالرقص والحركة .
7.   السيكودراما.
8.   الدمى .
9.   الأقنعة .
10.  الصلصال .

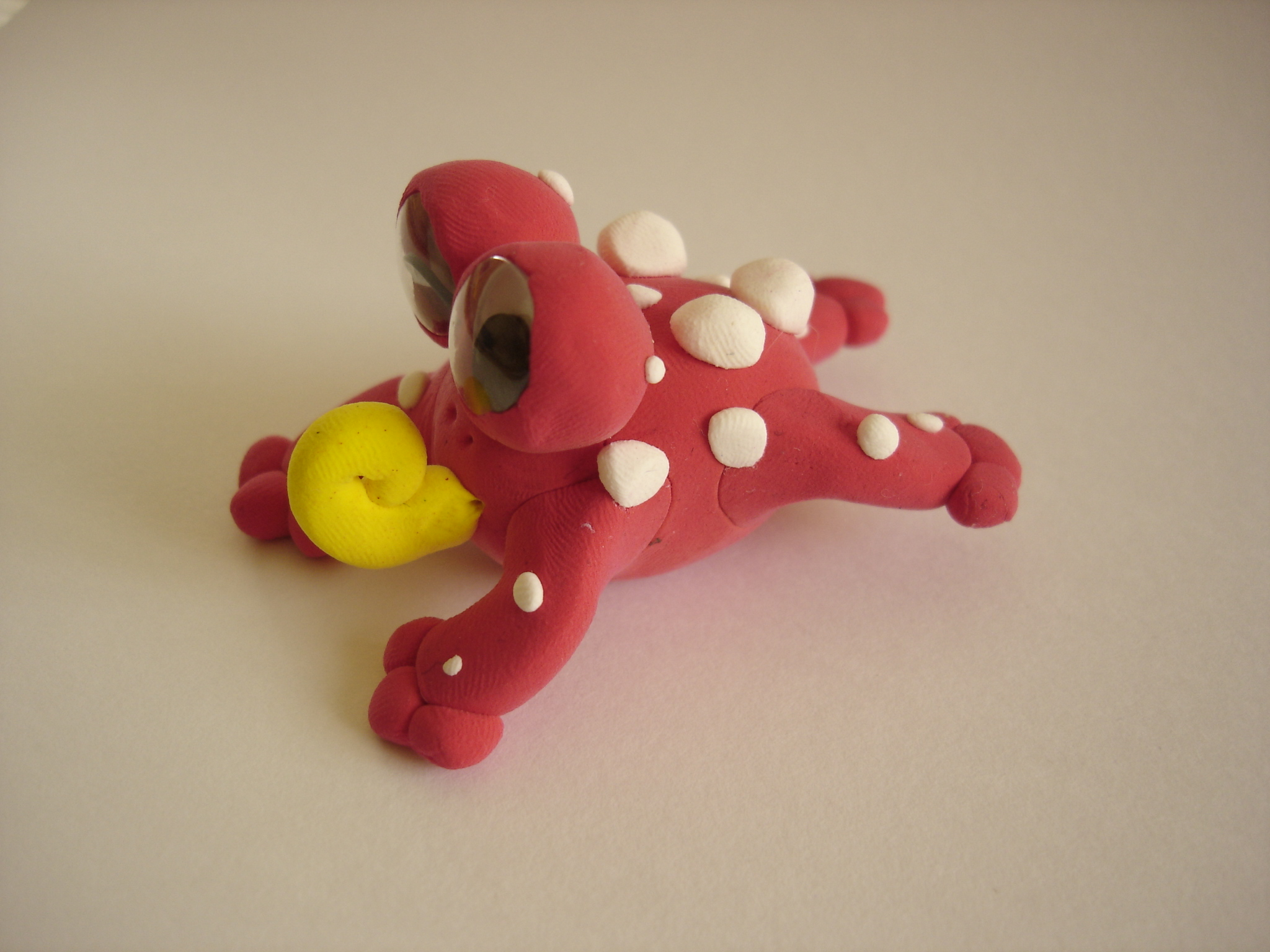

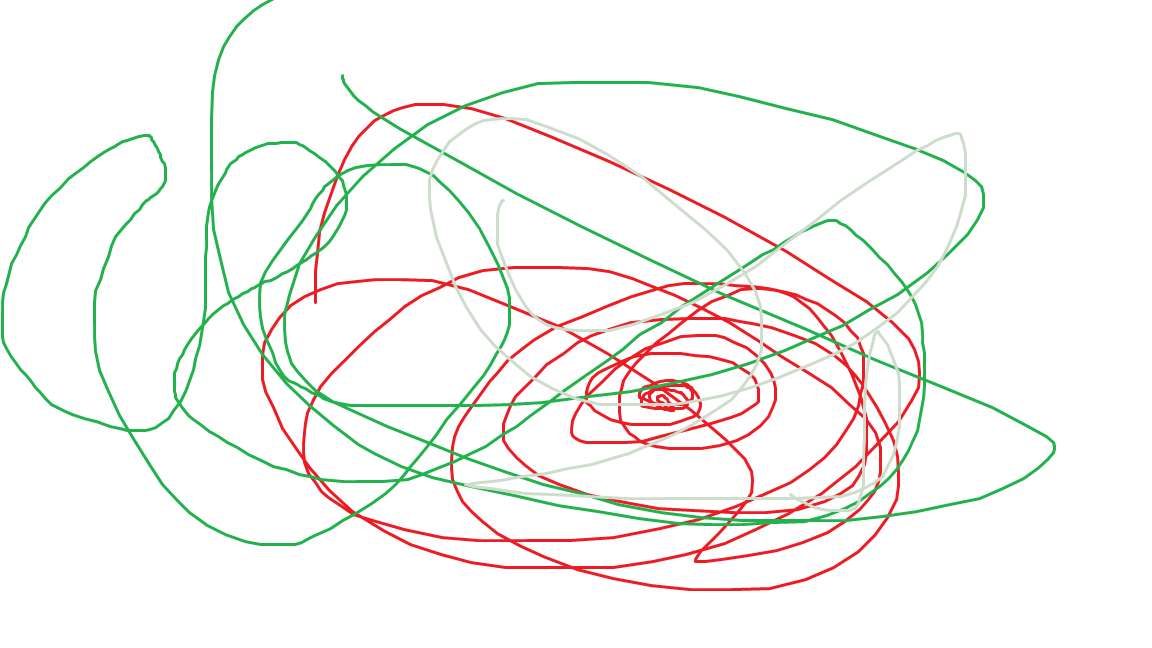

فإن كل ما يفعله الطفل أو يقوله في غرفة العلاج باللعب له معنى ودلالة في إطاره المرجعي للذات. ويجب على المعالج أن يختار عدد قليل من وسائل اللعب وإعطاء الطفل الفرصة الكاملة ليستخدمها ويعرف الصعوبات وكيف يتغلب عليها، ويجب أن يتجنب الأشياء الحادة والزجاجية، الألعاب غالية الثمن الألعاب التشكيلية والتركيبية التي لا تساعد على الإبداع أو الاكتشاف وقطع الصور المجزأة 

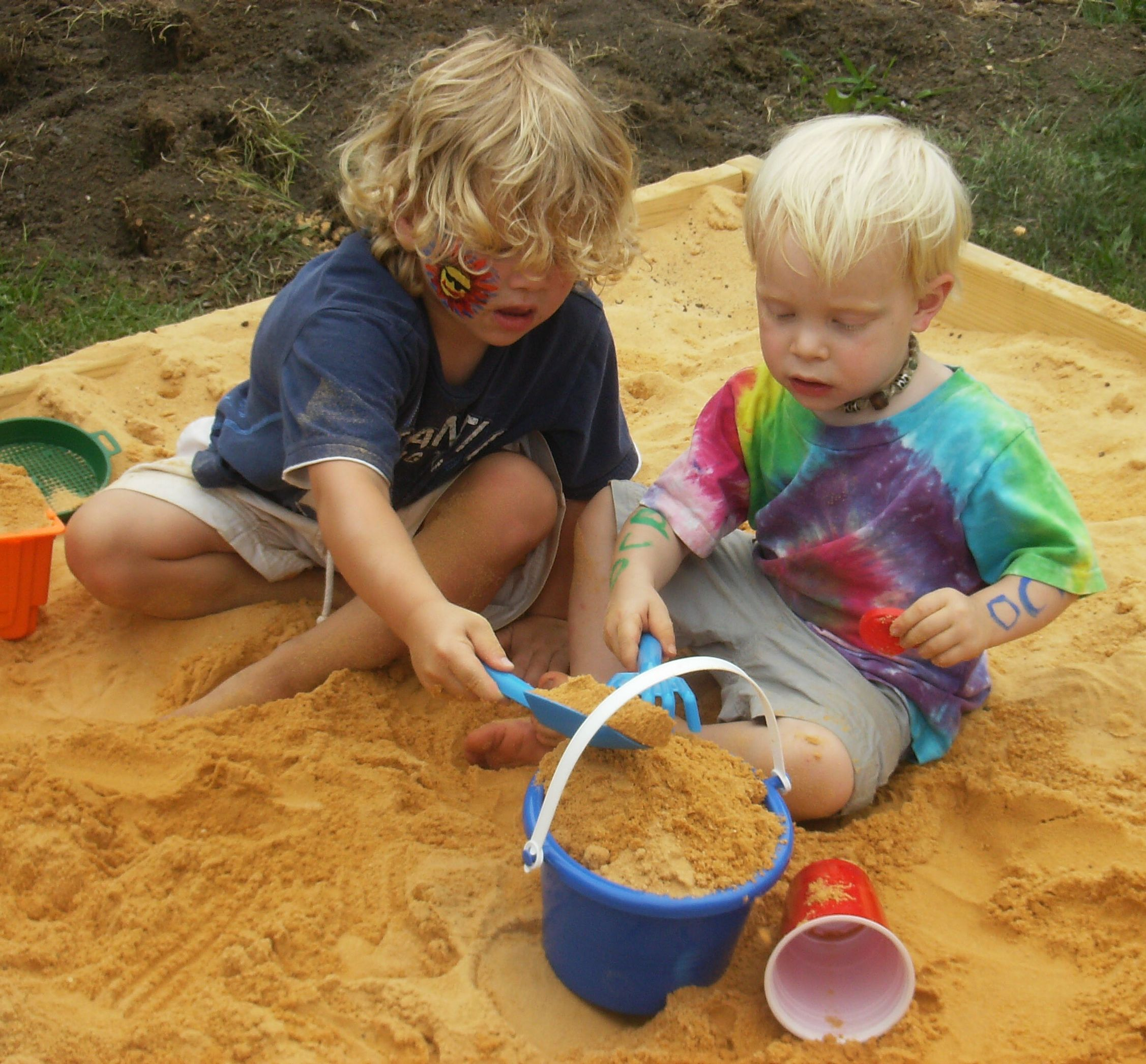

## خاتمة
وبذلك نستطيع أن نؤكد أن للعب بأشكاله المختلفة له العديد من الإسهامات في تعليم وتربية الطفل و  إن هذه  الإسهامات  تشمل العديد من جوانب نموه كالنمو البدني والنمو الانفعالي  النمو اللغوي والنمو المعرفي والعقلي والنمو الاجتماعي ولذا يجب على كل من المجتمع والأسرة والمؤسسات التعليمية العمل على تدعيم اللعب التربوي للطفل بغرض الاستفادة من اللعب في عملية التعليم والتربية في تكوين شخصية سوية للطفل.
·    